# Anna Pavlova
Anna Pavlovna Pavlova, ryska Анна Павловна Павлова, född 12 februari 1881 i Sankt Petersburg, Ryssland, död 23 januari 1931 i Haag, Nederländerna, var en rysk prima ballerina. Hon är särskilt uppmärksammad för rollen som Den döende svanen och var den första ballerinan att turnera runt hela världen.

## Biografi
Anna Pavlova föddes på ett militärsjukhus i Sankt Petersburg år 1881. Hennes föräldrar var Matvej Pavlovitj Pavlov, en menig soldat, och Ljubov Fjodorovna Pavlova. Fadern dog när Anna var två år gammal. Hon tillbringade sin tidiga barndom tillsammans med sin mormor i den lilla byn Ligovo utanför Sankt Petersburg; i Ligovo gick hon i skola. 
Pavlova ansökte vid åtta års ålder till Kejserliga baletten i Sankt Petersburg, men hon antogs inte förrän hon fyllt tio år. Hon avlade 1899 examen och utnämndes 1906 till prima ballerina vid Mariinskijbaletten. Mellan 1909 och 1911 turnerade hon med Ballets Russes som leddes av Sergej Djagilev. Pavlova ändrade till viss del ballerinaidealet. Under 1890-talet förväntades balettdansöser vid Mariinskijbaletten ha stark fysik och en muskulös kropp. Pavlova, däremot, var tämligen bräcklig och eterisk, vilket dock passade väl för romantiska roller som Giselle.
År 1913 lämnade Pavlova Ryssland och blev sedermera världens mest kända klassiska ballerina. Hon bosatte sig i London och turnerade sedan världen runt med sitt eget balettsällskap. Sällskapet gjorde under de följande femton åren sammanlagt flera tusen framträdanden i bland annat Stockholm, Köpenhamn, Prag och Berlin. Hennes främsta roll var som Den döende svanen med koreografi av Michel Fokine. Svanen symboliserar här livets skörhet, och Pavlova kunde med sin fysionomi gestalta detta på ett oöverträffat sätt.

## Bilder

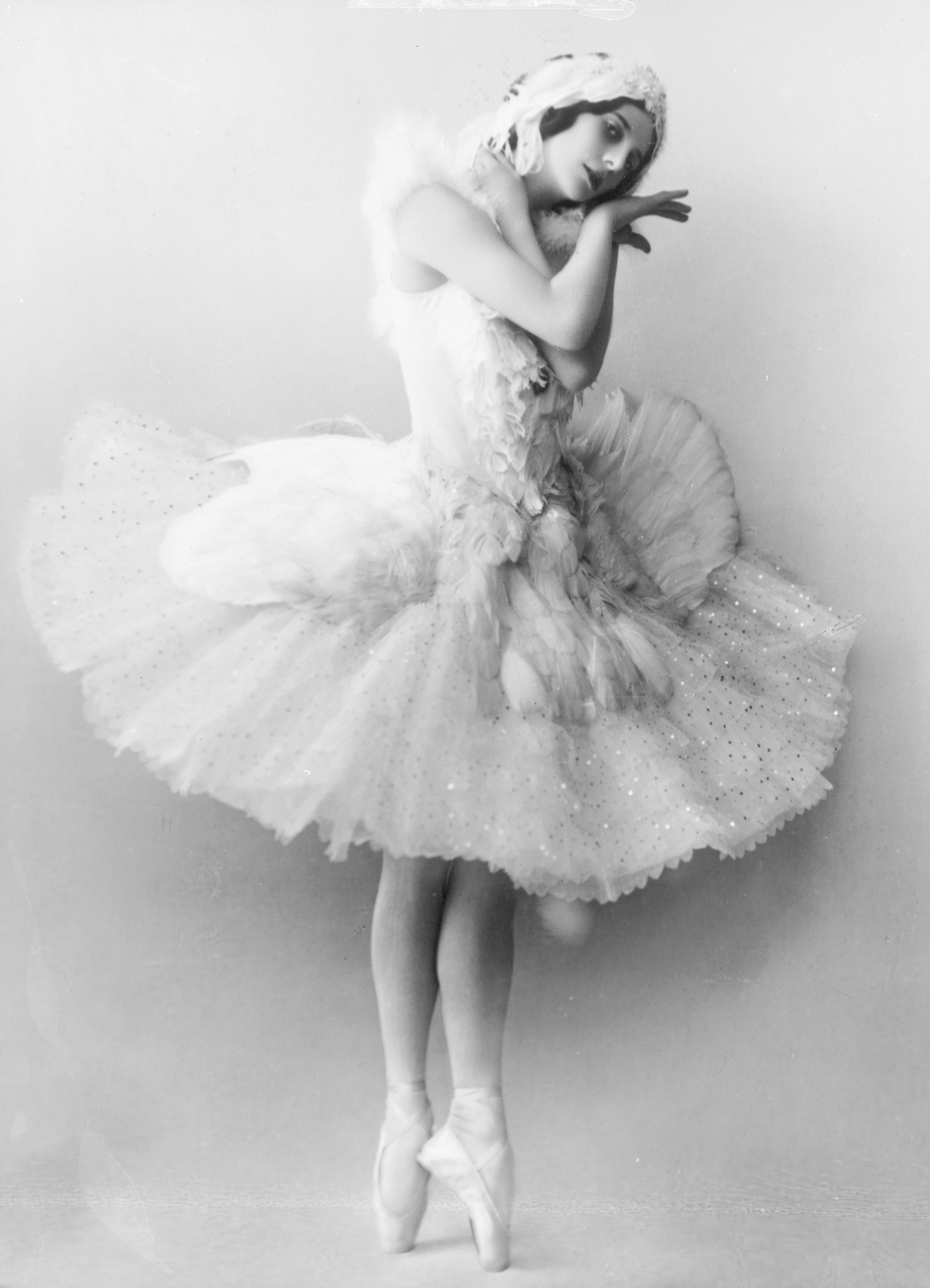
Prima ballerina Anna Pavlova i Den döende svanen (1905).
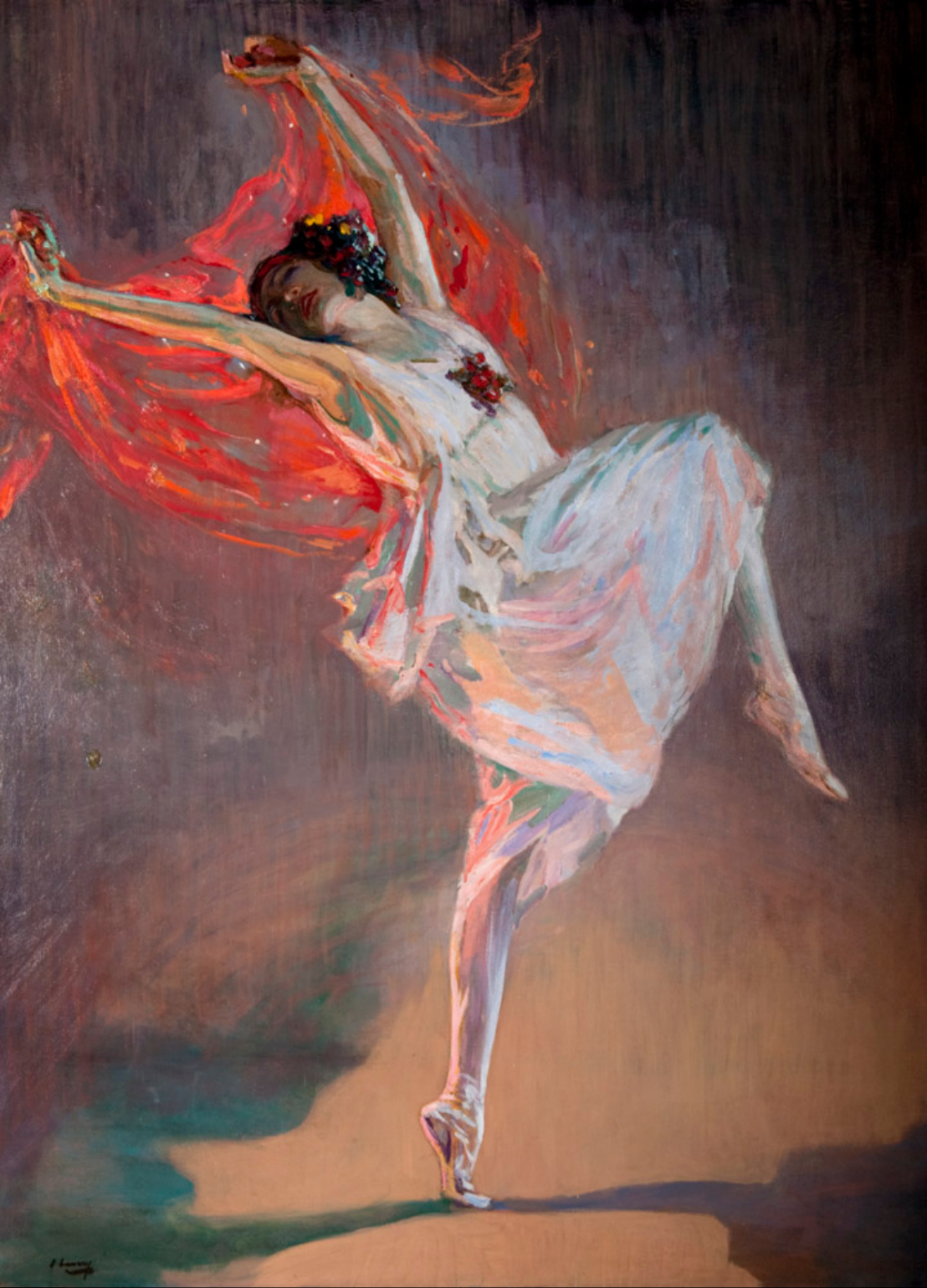
"Anna Pavlova as a Bacchante", av Sir John Lavery.
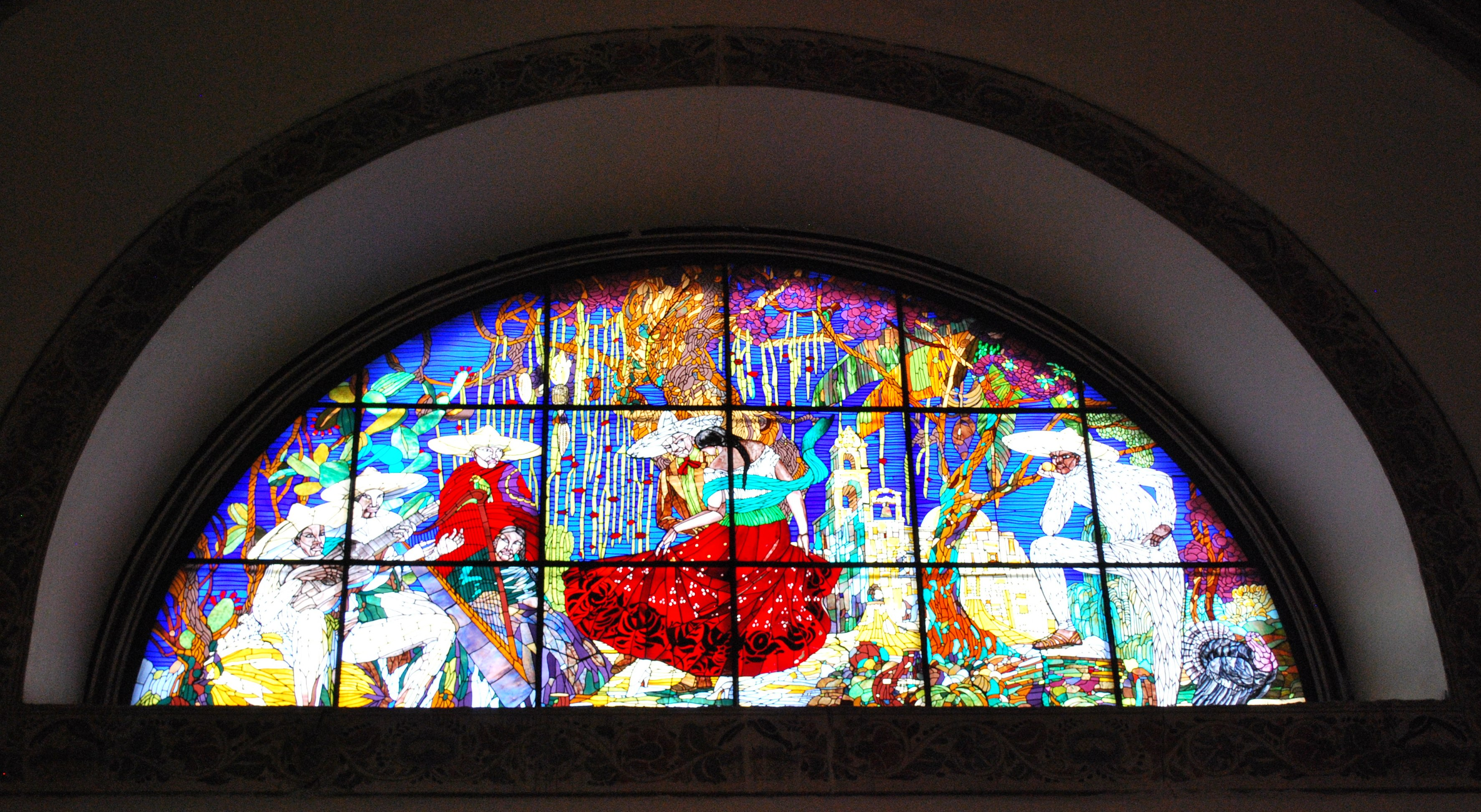
Färgat glasfönster med titeln "Jarabe Tapatio".
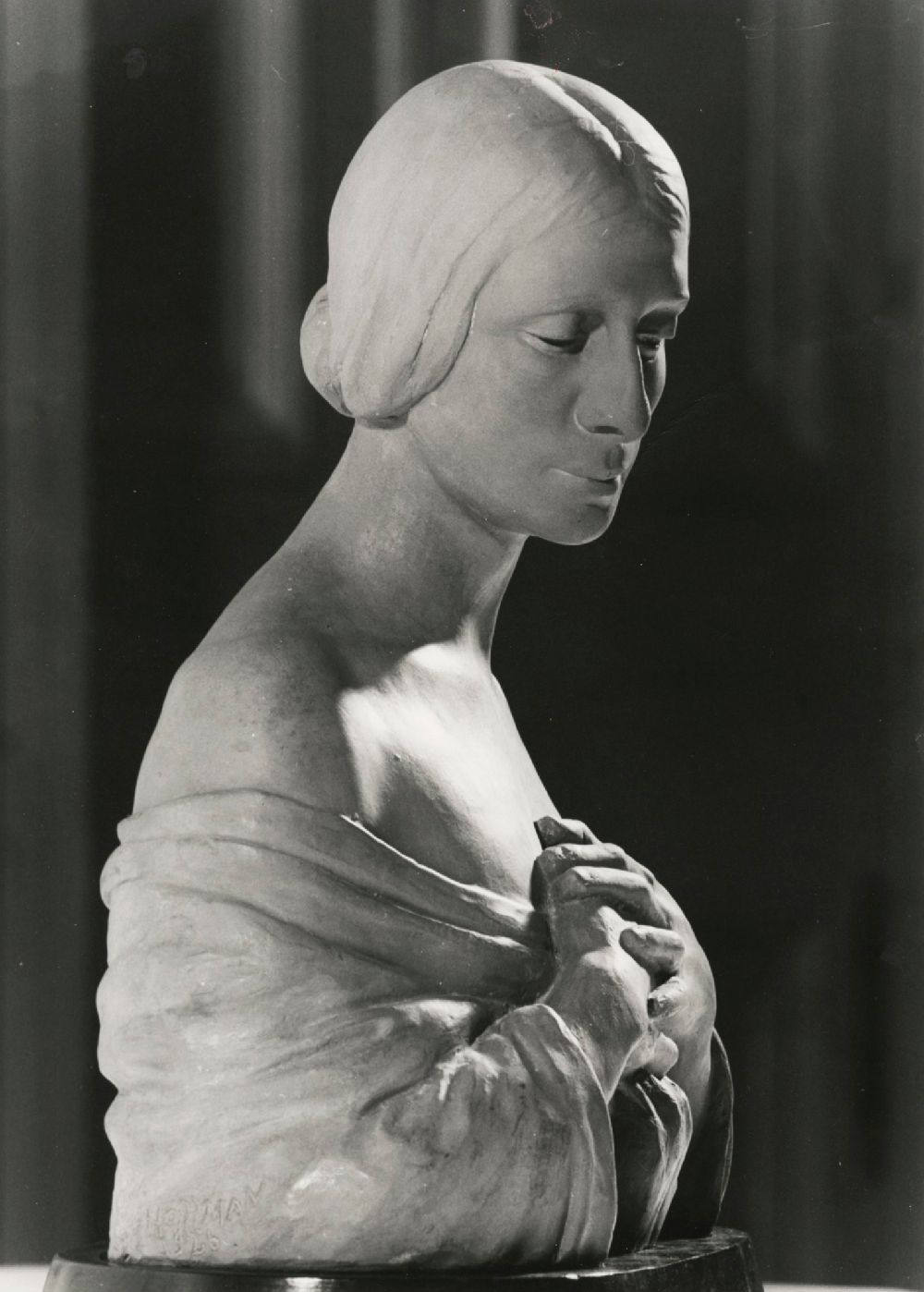
Malvina Hoffman, Pavlova, 1926–1929, foto av David Finn, ©David Finn Archive, Department of Image Collections, National Gallery of Art Library, Washington, DC.
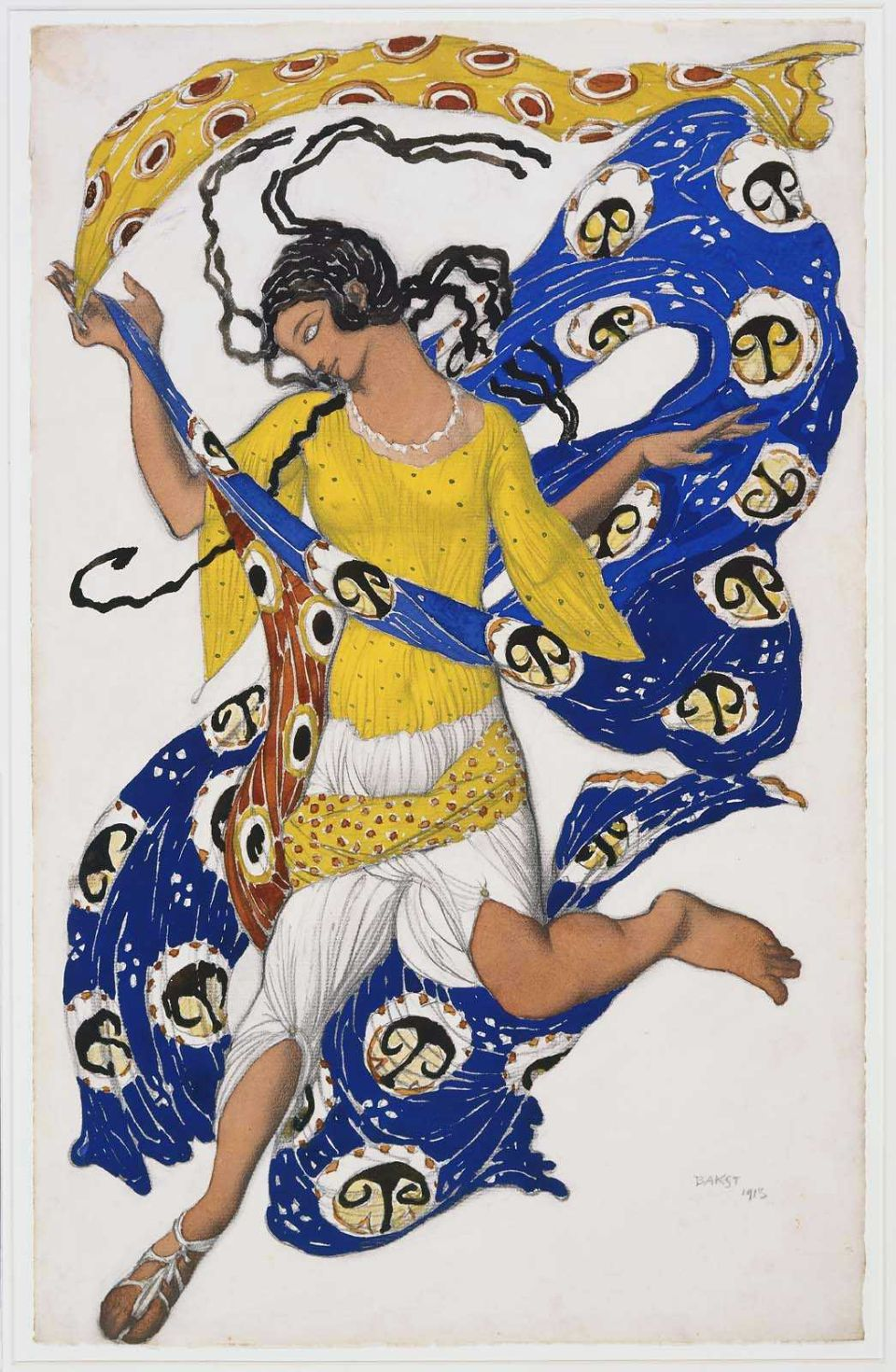
The Butterfly (Dräktens design av Léon Bakst åt Anna Pavlova), Museum of Fine Arts, Boston.
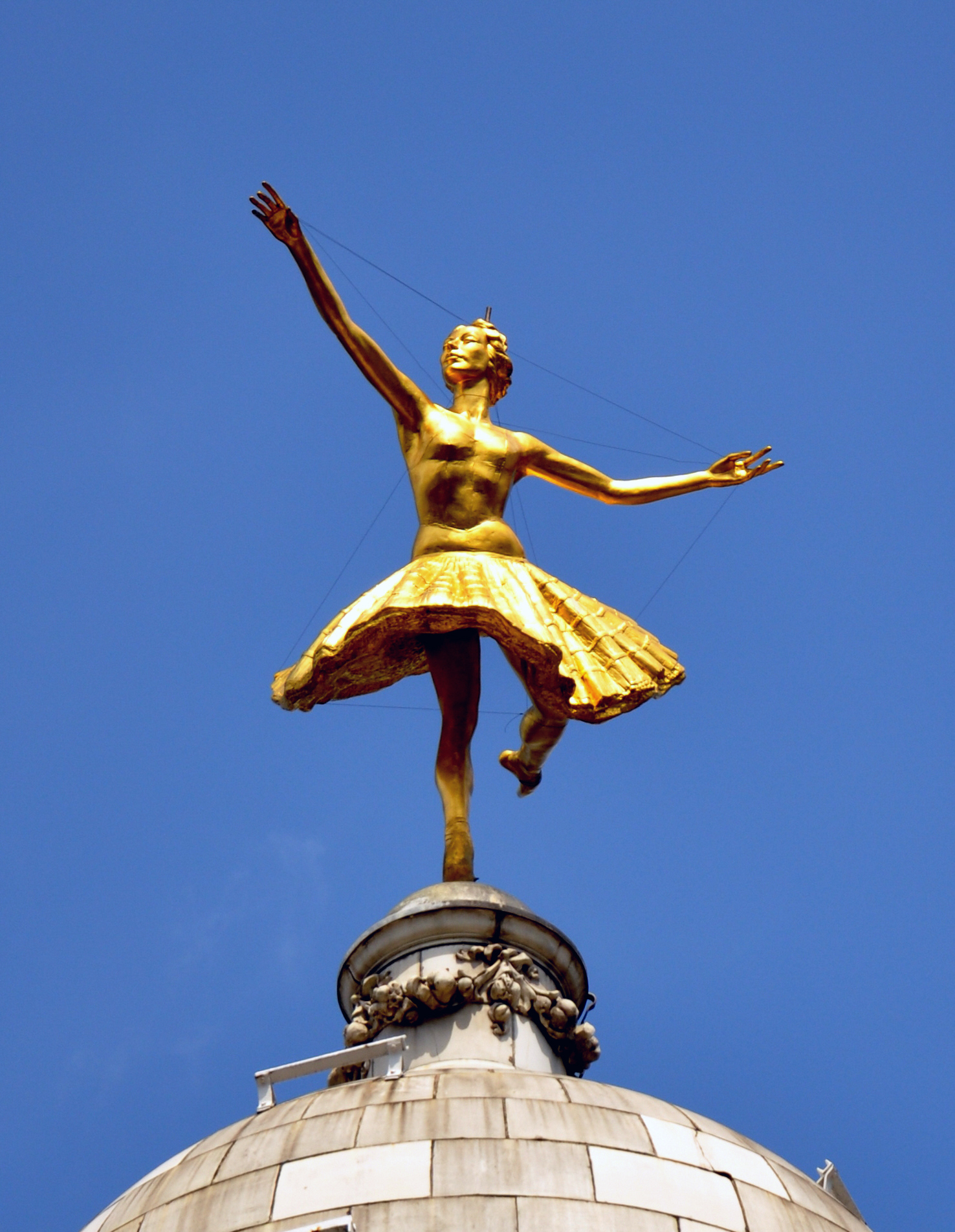
London, Victoria Palace Theatre, takstaty av Anna Pavlova.
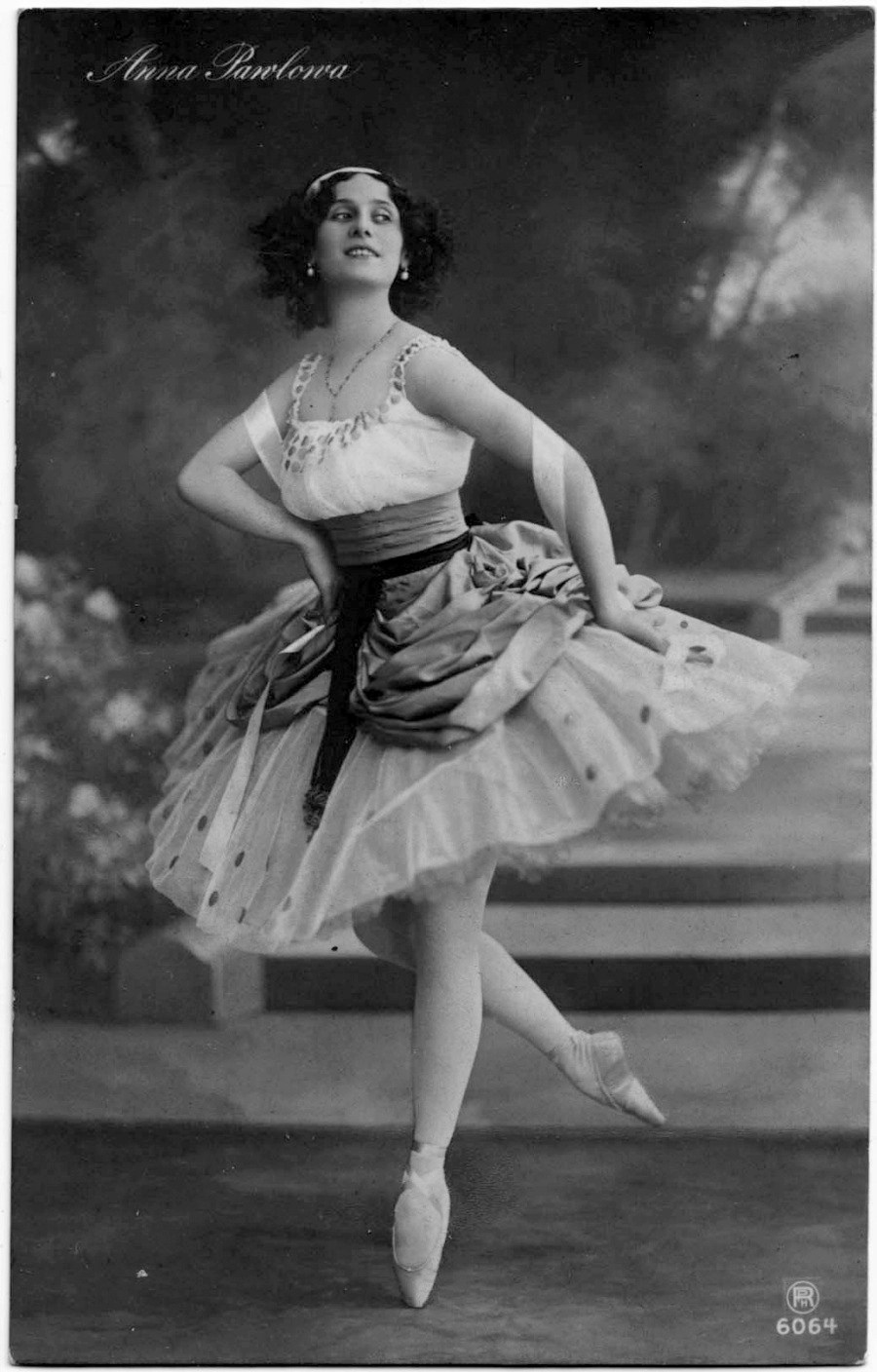
Pavlova i "La Fille mal gardée", 1912.
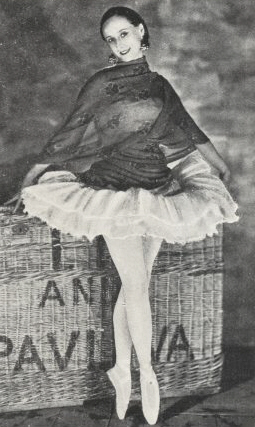
Anna Pavlova i Paris, 1920-talet.
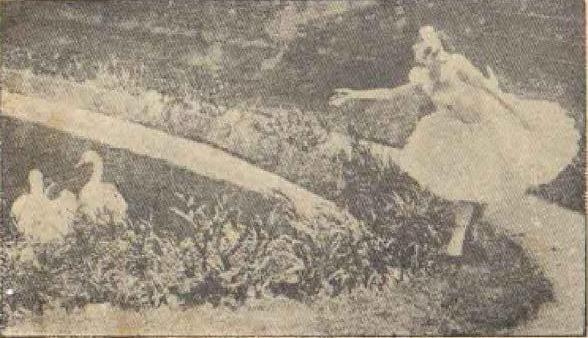
Pavlova i "Den döende svanen".

## Eftermäle
Asteroiden 3055 Annapavlova är uppkallad efter henne.
Den tårtliknande efterrätten Pavlova är uppkallad efter henne.